# الحر بن يزيد الرياحي
الحُر بنُ يَزيد الرِياحي، أحد زعماء أهل الكوفة وساداتها، وكان شريفاً في قومه جاهليةً وإسلاماً، وقد أرسله عبيد الله بن زياد ليساير الحسين ويراقب حركته، وقد ندم في اللحظات الأخيرة في يوم عاشوراء، فالتحق بركب الحسين، وقُتلَ معه بكربلاء سنة 61 هـ؛ ومن هنا نال منزلة خاصة عند الشيعة.

## نسبه
الحر بن يزيد بن ناجية بن قعنب بن عتاب بن هرمي بن رياح بن يربوع بن حنظلة بن مالك بن زيد مناة بن تميم بن مر التميمي اليربوعي الرياحي. فهو التميميّ اليربوعيّ الحنظلي الرياحيّ. ينتمي الحر إلى أسرة شريفة جاهلية وإسلاماً.

## حياته
كان الحر من أبرز رجال الكوفة ومقاتليها في زمن ثورة الحسين، وقد أخطأ البعض عندما نسب اليه قيادة شرطة عبيد الله بن زياد حاكم الكوفة. الا أن المسلّم به أن الرجل كان أحد أمراء الجيش الأموي في كربلاء، وكان يقود ربع تميم وهمْدان، التقى مع الحسين عند جبل ذي حسم.
وعرف الحر بشدة الانضباط والالتزام بالأوامر التي تصدرها السلطة. ومن المؤكد أن الرجل كان قائداً عسكرياً – لم يرتق إلى منصب صاحب الشرطة - ويظهر من المصادر التي تحت أيدينا بأنه لم يكن ميّالا إلى السياسة، ومن هنا لم تعرف عنه مواقفه السياسية أو العقائدية في تلك الفترة التي كانت شديدة الاضطراب والتي عاشها المجتمع الكوفي بقلق كبير، إلّا ما ذكره البلعمي في رواية – قابلة للنقاش- من كون الرجل شيعياً يخفي تشيعه.

## قيادة جيش الكوفة
لمّا علم عبيد الله بن زياد بحركة الحسين نحو الكوفة استدعى الحر بين يزيد الذي كان من كبار الكوفيين ورؤسائهم وقلده قيادة جيش قوامه ألف فارس لمواجهة الحسين.
وفي رواية أخرى لمّا بلغ عبيد الله بن زياد خروج الحسين من مكّة وأنّه توجّه نحو العراق بعث الحُصين بن نُمير صاحب شرطته في أربعة الآف فنظّم الخَيْلَ من القادسيّة إلى خَفّان وما بين القَطْقُطانة إلى جبل لَعْلَع، وكان الحر بن يزيد ومن معه من الجند (الأف فارس) ضمن جيش الحصين هذا، فوجّه الحصين بن تميم الحر بن يزيد ومن معه إلى الحسين، وقال: سايره ولا تدعه يرجع حتى يدخل الكوفة، وجعجع به، ففعل ذلك الحر بن يزيد.

### مواجهته مع الحسين
التقى الحر مع الحسين عند جبل ذي حسم. ولم يؤمر الحر حينها بقتال الحسين وإنما أمر بأن لايفارقه أو يقدم به وبأصحابه على ابن زياد، وقد أشار الشيخ المفيد وغيره إلى هذا المعنى حيث قال: وجاء القوم زهاء ألف فارس مع الحر بن يزيد التميمي حتى وقف هو وخيله مقابل الحسين.... فلم يزل الحر موافقا للحسين حتى حضرت صلاة الظهر.
وروى أبو مخنف عن الأسديين، قالا كنا نساير الحسين، فنزل شراف وأمر فتيانه باستقاء الماء والإكثار منه، ثم ساروا صباحا، حتى شاهدوا هوادي جيش الحر، فقال الحسين: أما لنا ملجأ نجعله في ظهورنا ونستقبل القوم من وجه واحد؟ قلنا: بلى هذا ذو حسم عن يسارك تميل إليه فان سبقت القوم، فهو كما تريد. فأخذ ذات اليسار، فسبقناهم إلى ذي حسم، فضربت أبنية الحسين، وجاء القوم فاذا الحر في ألف فارس، فوقف مقابل الحسين في حر الظهيرة والحسين (ع) وأصحابه معتمون متقلدو أسيافهم، فقال الحسين لفتيانه: اسقوا القوم، ورشفوا الخيل، فسقوهم ورشفوا خيولهم.
ودخل الحر خيمة نصبت له واجتمع عليه أصحابه، ثم عادوا إلى مصافهم فأخذ كل بعنان دابته، وجلس في ظلها فلما كان وقت العصر أمر الحسين بالتهيؤ للرحيل؟ وأقبل بوجهه على القوم فحمد الله واثنى عليه.
وقال: أيها الناس إني لم آتكم حتى اتتني كتبكم ورسلكم...
فقال الحر: إنا والله ماندري ما هذه الكتب التي تذكر ولسنا من هؤلاء الذين كتبوا اليك وقد أمرنا إذا نحن لقيناك أن لا نفارقك حتى نقدمك على عبيد الله.
فقال الحسين: الموت أدنى اليك من ذلك، ثم قال لأصحابه اركبوا فركبوا، وانتظروا حتى ركبت النساء.
فقال: انصرفوا فلما ذهبوا لينصرفوا حال القوم بينهم وبين الانصراف...
فقال الحسين: فما تريد؟
قال: أريد أن انطلق بك إلى عبيد الله.
فقال: إذن لا أتبعك.
قال الحر إذن لا أدعك؟ ثم قال الحر: إني لم اؤمر بقتالك، وإنما أمرت أن لا أفارقك حتى أقدمك الكوفة، فإن أبيت، فخذ طريقا لا تدخلك الكوفة، ولا يردك إلى المدينة تكون بيني وبينك نصفاً حتى أكتب إلى ابن زياد.
وتكتب إلى يزيد إن شئت، أو إلى ابن زياد إن شئت فلعل الله أن يأتي بأمر يرزقني فيه العافية من أن أبتلي بشيء من أمرك، فتياسر الحسين عن طريق العذيب والقادسية والحر يسايره.
والحر وإن لم يكن مأموراً بقتال الحسين الا أنه كان يخشى المواجهة مع الحسين، وكان يقلقه هذا الأمر حتى أنه حذر الحسين من القتل، قائلا: أذكرك الله - يا أبا عبد الله - في نفسك فإني أشهد لئن قاتلتك لتقتلن، ولئن قوتلت لتهلكن فيما أرى! فقال له الحسين: أفبالموت تخوفني، ثم تمثل بشعر الأوسي لابن عمّه حين لقيه، وهو يريد نصرة رسول الله (ص) قال له: أين تذهب فانك مقتول؛ فقال:
فلمّا سمع ذلك منه الحرُّ تنحّى عنه وكان يسير بأصحابه في ناحية، والحسين في ناحية أُخرى، حتّى انتهوا إلى عذيب الهجانات فإذا هم بأربعة نفرٍ قد أقبلوا من الكوفة على رواحلهم.
وأقبل إليهم الحرُّ بن يزيد فقال: إنّ هؤلاء النفر الذين من أهل الكوفة ليسوا ممّن أقبل معك، وأنا حابسهم أو رادّهم!
فقال له الحسين: لأمنعنّهم ممّا أمنعُ منه نفسي! إنّما هؤلاء أنصاري وأعواني، وقد كنت أعطيتني ألاّ تعرض لي بشيء حتّى يأتيك كتاب من ابن زياد... فكفّ عنهم الحُرّ. فاخبروا الحسين بمقتل قيس بن مُسهّر الصيداوي.
وقد انتهى الاتفاق بين الحر والإمام في اليوم الثالث من المحرم حينما وصل كتاب ابن زياد إلى الحر - وهو في نينوى- يأمره بالتّضييق على الحسين، وأنْ يُنزله بالعراء في غير حصن وعلى غير ماء. وكان في كتاب ابن زياد للحر: أما بعد فجعجع بالحسين حين يبلغك كتابي ويقدم عليك رسولي ولا تنزله إلا بالعراء في غير حصن وعلى غير ماء فقد أمرت رسولي أن يلزمك ولا يفارقك حتى يأتيني بإنفاذك أمري والسلام. فلما قرأ الكتاب قال لهم الحر: هذا كتاب الأمير عبيد الله يأمرني أن أجعجع بكم في المكان الذي يأتي كتابه وهذا رسوله وقد أمره ألا يفارقني حتى أنفذ أمره. فقال له الحسين: دعنا ننزل في هذه القرية أو هذه يعني نينوى والغاضرية أو هذه يعني شفنة. قال الحر – تحت ضغط الرقيب-: لا والله ما أستطيع ذلك هذا رجل قد بعث إلي عينا عليّ. فنزل الإمام (ع) كربلاء وفي بعض الروايات في قرية تسمى عقر إلى جانب الفرات.
فقال زهير بن القين: إني والله ما أراه يكون بعد الذي ترون إلا أشد مما ترون يا ابن رسول الله (ص) إن قتال هؤلاء الساعة أهون علينا من قتال من يأتينا بعدهم، فلعمري ليأتينا بعدهم ما لا قبل لنا به! فقال الحسين (ع): ما كنت لأبدأهم بالقتال.
وفي رواية لم يزل الحُرُّ يُسايره تارة، ويمنعه اُخرى حتّى بلغ كربلاء، فلمّا بلغها قال: أهذه كربلاء؟. قيل: نعم يابن رسول الله (ص). فقال: انزلوا ها هنا مناخُ ركابنا ومحطُّ رحالنا. وكتب الحر إلى ابن زياد بالخبر.

## توبة الحر يوم عاشوراء
ولما رأى الحر منطق الحسين وما سمعه من خطب وكلام للإمام خلال تلك الايام، ونقض الكوفيين لعهودهم وانكارهم للكتب التي أرسلوها للحسين وتتويجهم ذلك بمنعهم الماء عن معسكر الحسين، تأثر بذلك وقرر ترك جبهة الباطل والالتحاق بركب الحسين. فلما أخذ ابن سعد بتجهيز الجيش وتنظيم صفوفة في العاشر من المحرم وتعيين القادة أوكل قيادة بني تميم وبني همدان إلى الحر بن يزيد واستعد الجيش للقتال، فلمّا رأى الحرّ بن يزيد أنّ القوم قد صمّموا على قتال الحسين وسمع صيحة الحسين، قال لعمر بن سعد: أي عمر!! أتقاتل أنت هذا الرجل؟! قال: إي والله قِتالاً أيسره أن تَسْقُط الرؤوس وتطيح الأيدي!! قال: أ فما لكم فيما عرضه عليكم رضىً؟ قال عمر: أمّا لو كان الأمر إليّ لفعلْتُ، ولكنْ أميرك قد أبى! فأقبل الحرّ حتّى وقف من النّاس موقفاً ومعه رجلٌ من قومه يقال له قُرّة بن قيس، فأخذ يدنو من الحسين قليلاً قليلاً، فقال له المهاجر بن أوْس: ما تُريد أن تصنع يابن يزيد؟ أتريد أن تحمل؟ فلم يُجِبْهُ، وأخذه مثل الإفْكِل (وهي الرَّعْدةُ) فقال له المهاجر: إنّ أمرك لمُريب، والله! ما رأيت منك في موقف قطّ مثل هذا، ولو قيل لي من أشجع أهل الكوفة ما عَدَوْتُكَ، فما هذا الذي أرى منك؟ فقال الحرّ: إنّي والله أُخيِّر نفسي بين الجنّة والنّار، فوالله لا أختار على الجنّة شيئاً ولو قُطِّعْتُ وحُرِّقْتُ، ثمّ ضرب فرسه قاصداً إلى الحسين ويده على رأسه وهو يقول: اللّهمّ إليك أنَبْتُ فتُبْ عَلَيّ، فقد أرْعَبْتُ قلوب أوليائك وأولاد بنتِ نبيّك!! جُعلتُ فداك يابن رسول الله، أنا صاحبك الذي حَبستك عن الرّجوع وسايَرْتُك في الطّريق وجَعْجَعْتُ بك في هذا المكان، وما ظننتُ أنّ القوم يردّون عليك ما عرضْتَه عليهم ولا يبلغون منك هذه المنزلة، والله لو علِمْتُ أنّهم ينتهون بك إلى ما أرى ما ركِبْتُ منك الذي ركِبْتُ وإنّي تائبٌ إلى الله ممّا صنعْتُ فترى لي ذلك توبةً؟ فقال له الحسين (ع): نعم يتوب الله عليك، أنت الحر في الدنيا والآخرة.

### وعظه لجيش الكوفة
لم يكتف الحر بالالتحاق بركب الحسين بنفسه وإنما بذل جهداً كبيراً في تقديم النصح للمغرر بهم حينما خاطبهم بقوله: أيها القوم! أ لا تقبلون من الحسين خصلة من هذه الخصال التي عرض عليكم فيعافيكم الله من حربه وقتاله؟ فقال عمر: لقد حرصت لو وجدت إلى ذلك سبيلا. فقال: «يا أهل الكوفة لأمكم الهبل «الثكل» والعبر! دعوتم ابن رسول الله (و في رواية): أ دعوتم هذا العبد الصالح حتى إذا جاءكم أسلمتموه وزعمتم انكم قاتلو أنفسكم دونه ثم عدوتم عليه لتقتلوه أمسكتم بنفسه وأخذتم بكظمه وأحطتم به من كل جانب لتمنعوه التوجه في بلاد الله العريضة حتى يأمن ويأمن أهل بيته فصار كالأسير في أيديكم لا يملك لنفسه نفعاً ولا ضراً وحلأتموه ونساءه وصبيته وأصحابه عن ماء الفرات الجاري، فها هم قد صرعهم العطش، بئسما خلفتم محمداً في دينه لا سقاكم الله يوم الظمأ ان لم تتوبوا وتنزعوا عما أنتم عليه من يومكم هذا في ساعتكم هذه. فحملت عليه الرجال ترميه بالنبل، فرجع حتى وقف أمام الحسين».

## شهادته
وبعد أن انهى الحر المهمة والقى الحجّة عليهم طلب من الحسين أن يكون أول المدافعين عنه والمستشهدين بين يديه حيث قال: يا بن رسول الله كنت أول خارج عليك فأذن لي لاكون أول قتيل بين يديك. فتقدم نحو الكوفيين وهو يرتجز ويقول:
إني أنا الحر ومأوى الضيف * أضرب في أعناقكم بالسيف
عن خير من حل بأرض الخيف، فبينما هو يقاتل وإن فرسه لمضروب على أذنيه وحاجبيه وإن الدماء لتسيل إذ قال الحصين: يا يزيد هذا الحر الذي كنت تتمناه – أي تتمنى قتله-، قال: نعم، فخرج إليه فما لبث الحر أن قتله وقتل أربعين فارساً وراجلا، فلم يزل يقاتل حتى عرقب فرسه وبقي راجلا وهو يقول:
إني أنا الحر ونجل الحر * أشجع من ذي لبد هزبر.
ثم لم يزل يقاتل فشدت عليه الرجال حتى وقع عن الفرس، فشدت عليه الرجال وتكاثروا عليه بين ضارب بالسيف وطاعن بالرمح حتى قتلوه. وقال المفيد: اشترك في قتله أيوب بن مُسَرِّح ورجل آخر من فرسان أهل الكوفة.
وهناك من يرى أن شهادة الحر جاءت بعد شهادة حبيب بن مظاهر، ففي رواية أبي مخنف: واستمر القتال بعد قتل حبيب فقاتل زهير والحر قتالاً شديداً فكان إذا شدّ أحدهما واستلحم، شدّ الآخر فخلصه: فقتل الحر، فجاء إليه الحسين ومسح الدم والتراب عن جبينه وهو يقول: «أنت حر كما سمتك أمك، حر في الدنيا والآخرة».
| َأَتَاهُ الْحُسَيْنُ وَ دَمُهُ يَشْخَبُ فَقَالَ بَخْ بَخْ يَا حُرُّ أَنْتَ حُرٌّ كَمَا سُمِّيتَ فِي الدُّنْيَا وَ الْآخِرَةِ |
| —مقتل الحرّ بن يزيد                                                         |

## أبناءه وأخوته
ذهبت بعض المصادر التأريخية المتأخرة أن الحر لم يلتحق بالحسين وحده بل التحق معه أبناءه واخوه وخادم له كلهم استشهدوا يوم عاشوراء. ومع خلو المصادر التأريخية المتقدمة عن هذه المعلومة لايمكن الركون إلى المصادر المتأخرة.

## عقبة
يرى حمد الله المستوفي أن أسرة آل المستوفي القاطنة في قزوين يعود نسبها إلى الحر بن يزيد الرياحي.

## دفنه
قال السيد محسن الأمين: وقبر الحر على فرسخ من مدينة كربلاء في مشهد مزور معظم، ولا يدري ما سبب دفنه هناك. ويدور على الألسن أن قومه أو غيرهم نقلوه من موضع المعركة فدفنوه هناك. وقيل إن بني أسد دفنوا الشهداء.
ويقال: أن بني تميم حملوا الحر بن يزيد الرياحي على نحو ميل من الحسين ودفنوه هناك حيث قبره الآن اعتناء به أيضاً، ولم يذكر ذلك المفيد، ولكن اشتهار ذلك وعمل الناس عليه ليس بدون مستند والله تعالى أعلم. ومنهم من قال: دفن في منطقة يقال لها النواويس في الجانب الغربي من كربلاء على مسافة تبعد منها سبعة كيلومترات.

### نبش قبره
عثر على ضريح الحر في القرن العاشر الهجري ويقال أن الشاه الصفوي إسماعيل الأول هو الذي شيّد تلك البقعة. ونقل أن إسماعيل الصفوي – لما كان مترددا في موضع قبر الحر- أمر بنبش الموضع فظهر له رجل كهيئته لما قتل وعلى رأسه عصابة فلما حلها انبعث الدم ولم ينقطع إلا بشدها فبنى على القبر قبّة وعين له خادماً. ولما أراد – الشاه- فتح العصابة – المنسوبة إلى الحسين- التي على رأس الحر سال دمه، فأعادوها كما كانت، فشادوا عليه قبّة شامخة.

### إعادة تعمير البناء وترميمه

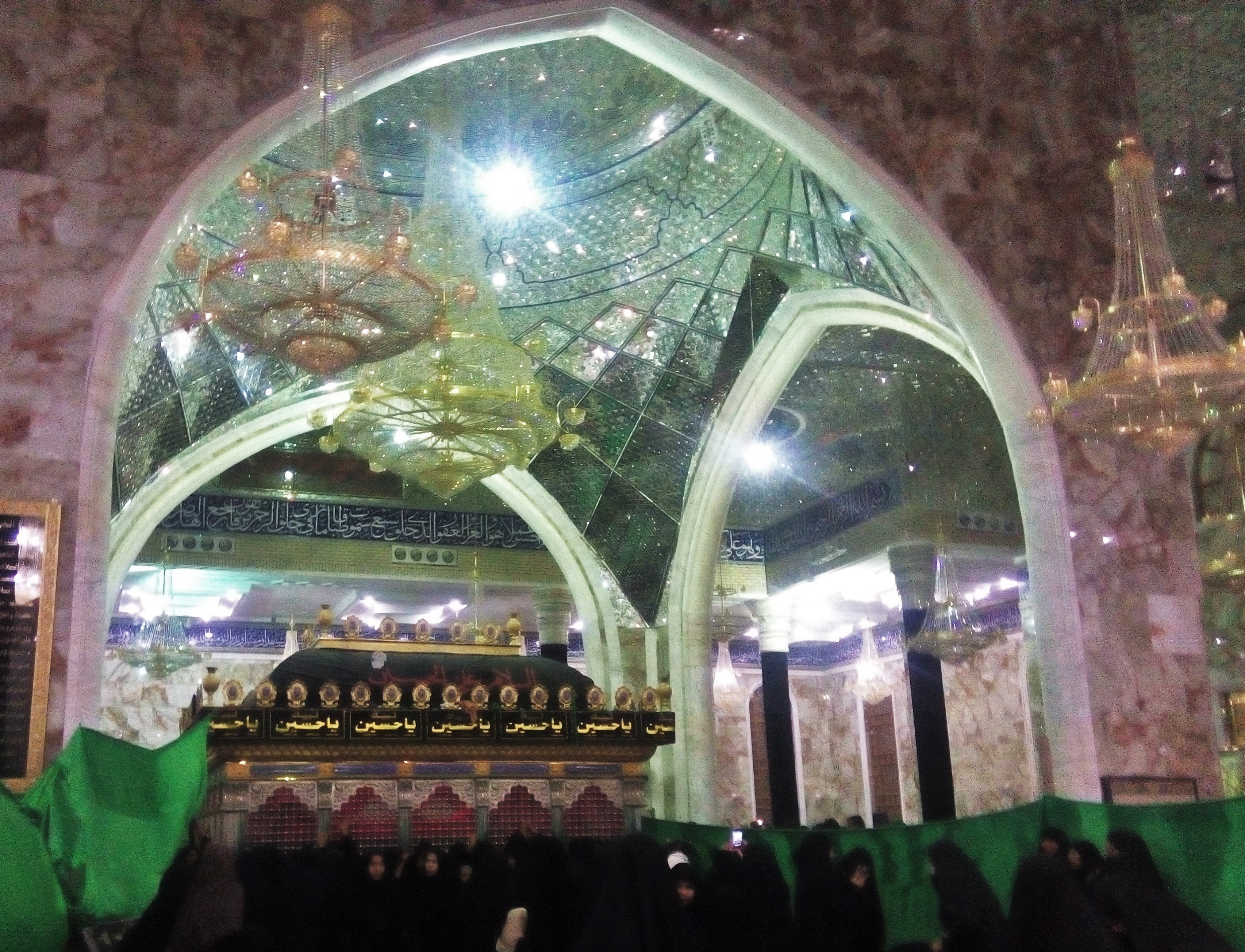
ضريح الحر بن يزيد الرياحي.

قامت في العصر القاجاري السيدة والدة آقا خان المحلاتي بترميم البقعة مع إضافة صحن كالقلعة عليه ليأمن الزائرون خطر اللصوص. وقام بإعادة تعمير المرقد الشريف السيد حسين خان شجاع السلطنة في عام 1325هـ، وفي عام 1330هـ قام السيد عبد الحسين كليددار بتعمير الأيوان. ولا يزال البناء شامخا في الجانب الغربي من كربلاء وقد تردد البعض في نسبة الضريح إلى الحر وقال بانّ الحر دفن إلى جنب سائر الشهداء، ولكن – كما يقول السيد محسن الأمين- اشتهار ذلك وعمل الناس عليه ليس بدون مستند. فلا مجال للشك فيه.

## الحر في زيارة الناحية
جاء ذكره في زيارة الناحية المقدسة والتسليم عليه:السَّلامُ عَلي الحُرِّ بْنِ الرِّياحِيّ.

## في السينما والتلفزيون
- 2011: مسلسل معاوية والحسن والحسين، وقام بدور الحر الممثل قاسم ملحو.[35]